# Перемагай з Левом

4th Tourism Forum «Win with the Lion»

Львівський туристичний форум Перемагай з Левом!/Win with the Lion — це майданчик для зустрічей, обговорення експертів туристичної індустрії, а також платформа для розвитку співпраці та партнерства у сфері туризму та розробки нових проєктів. Конференція проводиться щороку восени. Організатором «Перемагай з Левом!» є громадська організація "Етновир"та компанія з організацій подій «Дік-Арт».

## «Перемагай з Левом!»— 2009
29 та 30 жовтня 2009 року у Львові відбулася перша львівська туристична конференція «Перемагай з Левом!». У програмі представлено історико-туристичний потенціал Львова та підготувати його до приїзду вболівальників Євро-2012. У межах туристичної конференції проведено презентації вітчизняних та закордонних експертів туристичної сфери, круглі столи на тему брендінгу та туристичних продуктів міста Львова, майстер-класи, а також обговорення вступу Львова до Міжнародної Асоціації «European Cities Marketing». Мета заходу — обмін досвідом з позиціювання міста як туристичного центру та налагодження співпраці між представниками туристичної сфери як на національному, так і на міжнародному рівнях.
Серед іноземних експертів, які запрошені на туристичну конференцію: Dieter Hardt-Stremayr, президент Міжнародної Асоціації «European Cities Marketing», виконавчий директор Graz Tourism and City Marketing Ltd., Грац, Австрія; John Heeley, професор Нотінгемського університету, засновник компанії Best Destination Marketing, Велика Британія; Adam Mikolajczyk, головний редактор, виконавчий директор Brief for Poland, Варшава, Польща; Ossian Stiernstrand, компанія Göteborg & Co, Гьотеборг, Швеція; Wolfgang J. Kraus, Віденська туристична рада (Vienna Tourist Board), Відень, Австрія; Brigitte Weiss, Віденська туристична рада (Vienna Tourist Board), Відень, Австрія. Першу туристичну конференцію організували ГО «Етновир» та Львівська міська рада спільно з представниками сфери туризму Львова.

## «Перемагай з Левом!»— 2010
15-17 листопада 2010 року відбулася друга конференція, тема якої «Туризм. Співпраця як запорука успіху та перемоги».
Основні акценти 2010 року були поставлені на маркетингу і на брендингу — процесі формування бренду міста. Провідні експерти у межах конференції запрезентували своє бачення розвитку туризму у Львові та поділилися власним досвідом на прикладі інших європейських міст.
Під час конференції відбулися презентації, дискусії та обговорення, напрацювання нових ідей для налагодження подальшої співпраці між бізнесом та владою для оптимізації розвитку туристичної галузі в Україні. Експерти визнали, що Львів йде у правильному напрямку в питанні брендінгу і має великий туристичний потенціал. Цьогорічна конференція «Перемагай з Левом!» ознаменована тим, що Львову вручили сертифікат членства в асоціації «European Cities Marketing», до якої уже входить 132 міста із 32 країн світу. Вступ Львова до «European Cities Marketing» є вдалим стартом з просування на іноземні ринки та започаткування спільних проєктів в рамках «ECM».
Загалом Другу львівську туристичну конференцію «Перемагай з Левом!» відвідало понад 200 осіб зі всієї України — Львова, Києва, Ужгорода, Житомира, Чернігова та інших міст.

## «Перемагай з Левом!»— 2011
24-25 листопада 2011 року відбулася третя конференція, тема якої «Світові туристичні тенденції: тримай хвилю!». Цього року доповідачами були експерти із Відня, Грацу, Берліна, Лондона, Кракова, Москви, Стамбулу та України.
Під час конференції відбулися різні доповіді про те, як вдалося Відню, Грацу, Берліну стати успішними туристичними містами та як створити конкурентоспроможний цікавий туристичний продукт. Окрему увагу конференції було присвячено співпраці бізнесу та влади в міському туризмі та як повинен працювати Центр туристичної інформації. Серед доповідачів: Джон Хілі, виконавчий директор Міжнародної асоціації «European Cities Marketing», Сюзанне Геллер, Керівник Департаменту маркетингу та продажів міста Ґрац, Габріела Швайнбергер, директор Департаменту Туристично-інформаційної інфраструктури Берліна, Катрін Гайнтшель, Департамент розвитку та досліджень Віденської туристичної ради, Крістіан Гессль, директор департаменту Центральної та Східної Європи та Прибалтики Федеральна економічна палата Австрії, Ганс-Ульріх Трозіен, експерт із Німеччини, Єжи Ґаєвскі, провідний спеціаліст відділу розвитку туризму міської ради Кракова, Ольга Тіхонова, засновник і власник Delicious Istanbu, Андреас Цінс, факультет туризму та менеджменту гостинності Віденського університету MODUL, Нік Ґрінфілд, голова відділу зв'язків з туроператорами Європейської асоціації туроператорів, Руслан Ашимканов, член Російської гільдії маркетологів, партнер та директор Trout&Partners та ін.

## Туристичний Форум «Перемагай з Левом!»— 2012
Упродовж двох днів, 21 та 22 листопада, у Львові на Туристичному Форумі «Перемагай з Левом!» зібрались провідні туристичні експерти з Європи та України, щоб обговорити два найбільш перспективні на сьогодні напрямки туризму: діловий туризм та організація мегаподій.
Цей форум відбувався вже четвертий рік поспіль, а цього року його учасниками стали понад 200 осіб з 10 країн світу — представників туристичної галузі з цілої України та закордону. Всі вони мали нагоду почути доповіді фахівців з різних європейських міст, зокрема, Барселони, Лондона, Генуї, Берліна, про те, як ці міста стали провідними туристичними центрами світу.
«Завдяки нашій співпраці з European Cities Marketing нам вдалось зібрати у Львові насправді найкращих практиків у галузі туризму. Я переконана, що їх досвід, досвід розвитку туризму у містах, які вони представляли, принесе користь всім тим, хто взяв участь у нашому Форумі та сприятиме розвитку туризму в Україні», — зазначила організатор туристичного форуму «Перемагай з Левом!» Оксана Сидор.
Програма Форуму складалась з двох паралельних сесій, окрім обговорення питань ділового туризму та організації мега-подій, учасники слухали та дискутували про успішний досвід організації туристично-інформаційних центрів у різних містах України та Європи. Слід зазначити, що участь у Форумі взяли представники практично всіх українських міст, де діють туристично-інформаційні центри.
Також учасники Форуму у Львові одними з перших почули результати, які отримав Лондон завдяки проведенню в місті такої мега-події як Олімпійські ігри. Головною тезою цього виступу було те, що не завжди користь для міста від проведення масштабних подій приходить одразу.
«Реалії 2012 року щодо кількості відвідувачів, глядачів тощо різко відрізнялися від прогнозів, навіть, 2011 року в гіршу сторону. Але ж ми отримуємо користь протягом 10 років, а не одразу! Ми забуваємо, що 20 років тому Барселона не була туристичним містом. Вони розвинули авіасполучення, використали спадок від Олімпіади 1992 року, створили середземноморські пляжі і зараз є провідним туристичним містом», — зазначив Нік Ґрінфілд, голова відділу зв'язків з туроператорами Європейської асоціації туроператорів.